# سوزان ستيفنز (مغنية)
سوزان ستيفنز هي مغنية كندية، ولدت في 1950 في مونتريال في كندا.